# Ludwig Kersandt
Ludwig Kersandt (*  24. Juni 1821 in Wehlau; † 2. November 1892 in Frankfurt (Oder)) war ein deutscher Arzt und Medizinalbeamter.

## Leben
Kersandt besuchte das Altstädtische Gymnasium in Königsberg (Preußen). Gleich nach dem Abitur meldete er sich zur Preußischen Armee. Er studierte Medizin an der Albertus-Universität Königsberg und wurde im Wintersemester 1842/43 Mitglied des Corps Masovia. 1846 wurde er in Königsberg zum Dr. med. promoviert. Als Sanitätsoffizier nahm er 1870 am Deutsch-Französischen Krieg teil. Bis 1891 war er Vortragender Rat im Preußischen Kultusministerium. Über viele Jahre war er Präsident der Obermilitärstudienkommission. Die Krone Preußen ernannte ihn zum Wirkl. Geh. Obermedizinalrat. Er lebte in Frankfurt (Oder). Beerdigt wurde er auf dem Gelehrtenfriedhof (Königsberg).